# Amalrik VII van Thouars
Amalrik VII van Thouars (circa 1152 - 1226) was van 1173 tot aan zijn dood burggraaf van Thouars.

## Levensloop
Amalrik VII was de oudste zoon van burggraaf Godfried IV van Thouars uit diens huwelijk met Aimée, dochter van heer Hugo VII van Lusignan. In 1173 volgde hij zijn vader op als burggraaf van Thouars. Onder zijn bewind werd in 1188 de reconstructie van het kasteel van Thouars afgewerkt.
Hij steunde de revolte van Hendrik de Jongere, Richard Leeuwenhart en Godfried Plantagenet tegen hun vader, koning Hendrik II van Engeland. Toen Hendrik de Jongere later in conflict kwam met Richard Leeuwenhart, steunde Amalrik Richard, die hertog van Aquitanië was.
In 1188 kwamen de edelen van Poitou in opstand tegen Richard Leeuwenhart. Amalrik nam niet deel aan deze opstand en bleef Richard steunen, samen met Godfried van Lusignan. Nadat Richard Leeuwenhart in 1199 overleed, huldigde hij net als het grootste deel van de adel in Poitou diens broer Jan zonder Land, terwijl de overige edelen trouw zwoeren aan Arthur van Richmond, die de steun kreeg van koning Filips II van Frankrijk. Amalrik werd door Jan zonder Land aangesteld als seneschalk van Anjou. Jan was echter ongerust over zijn goede band met Eleonora van Aquitanië, waardoor Amalrik al snel uit de functie van seneschalk werd ontheven. 
In 1202 verklaarde Filips II van Frankrijk de oorlog aan Jan zonder Land, nadat die gehuwd was met Isabella van Angoulême, de vroegere verloofde van Filips' bondgenoot Hugo X van Lusignan. De meeste edelen in Poitou schaarden zich achter de Franse koning. De overige edelen steunden Jan zonder Land, totdat die in 1203 zijn rivaal Arthur van Richmond gevangennam en liet vermoorden. Deze daad schokte de bondgenoten van de Engelse koning, die zich uiteindelijk achter Filips II schaarden. In november 1203 steunde Amalrik VII van Thouars de vijandigheden tegen de aanhangers van de Franse koning, maar kort daarna, in januari 1204, werd een wapenstilstand gesloten.
In 1204 huldigde Amalrik VII koning Filips II van Frankrijk en werd hij aangesteld tot seneschalk van Poitou. Toen Savary van Mauléon in 1205 namens Jan zonder Land Niort aanviel, belegerde Amalrik VII in opdracht van de Franse koning de stad en nam hij Niort in. Het jaar nadien schaarde hij zich opnieuw aan de zijde van Jan zonder Land en viel de burggraaf van Thouars Angers aan. Toen Filips II in oktober 1206 met zijn leger arriveerde, moest de Engelse koning op de vlucht slaan. In 1207 belegerde de Franse koning Thouars, waarna de stad en Amalrik VII zich moesten overgeven. In 1208 verraadde de burggraaf Filips II van Frankrijk opnieuw en sloot hij een bondgenootschap met Savary van Mauléon. Ze werden allebei verslagen en gevangengenomen door Guillaume des Roches en kwamen terug vrij nadat Amalrik VII opnieuw trouw had gezworen aan de Franse koning.
In 1214 verscheen Jan zonder Land terug in Aquitanië. Amalrik VII, zijn broer Hugo en Savary van Mauléon, kozen zijn zijde, maar werden in een veldslag nabij La Roche-aux-Moines verslagen door de Franse kroonprins Lodewijk, waarop het koninklijke leger de omgeving van Thouars verwoestte. Amalrik VII sloot vervolgens opnieuw vrede met de Franse koning, maar koos in 1216 opnieuw de zijde van de Engelse koning. Dit was niet meer Jan zonder Land, maar wel diens zoon Hendrik III. In 1220 kwam het weer tot een vredesverdrag met de Fransen. In 1224 brak er opnieuw oorlog uit tussen de Franse koning en de burggraaf van Thouars. Koning Lodewijk VIII viel met zijn leger Thouars binnen en dwong Amalrik VII tot onderhandelingen. In 1225 erkende hij Lodewijk VIII definitief als zijn leenheer. 
Amalrik VII van Thouars overleed in 1226 en werd bijgezet in de Abdij van Chambon, in Mauzé-Thouarsais. Zijn jongere broer Hugo I volgde hem op als burggraaf van Thouars.

## Huwelijken en nakomelingen
In 1179 huwde hij met zijn eerste echtgenote Agnes, dochter van heer Gwijde IV van Laval. Ze kregen drie dochters:
- Adela, huwde met Renaud du Puy du Fou
- Alix, huwde met Theobald III van Beaumont, heer van Bressuire
- Aumur, huwde met burggraaf Bernard van Brosse

Zijn tweede echtgenote was ene Maria, wier afkomst niet is overgeleverd. Ze kregen volgende kinderen:
- Gwijde I (1183-1242), burggraaf van Thouars
- Willem, heer van Le Lion-d'Angers en Candé
- Godfried (1185-1245)
- Amalrik VIII (1187-1246), burggraaf van Thouars